# NGC 4111
NGC 4111 أو إن جي سي 4111 هي مجرة محدبة ضمن كوكبة السلوقيان. تم اكتشافها عام 1788 من قبل ويليام هيرشل. تبعد عن الأرض 55 مليون سنة ضوئية.